# Серж Маснагетті
Серж Маснагетті (фр. Serge Masnaghetti, нар. 15 квітня 1934, Мансьєль) — французький футболіст, що грав на позиції нападника, зокрема за «Валансьєнн» та національну збірну Франції.

## Клубна кар'єра
У дорослому футболі дебютував 1955 року виступами за команду «Жиромон», в якій провів чотири сезони. 
1959 року перейшов до «Валансьєнна», за який відіграв наступні сім сезонів, відзначившись 111 голами у 188 матчах французької першості. В сезоні 1961/62 року допоміг команді підвищитися до елітного французького дивізіону, ставши із 21 голом найкращим бомбардиром другого дивізіону. А вже у наступному сезоні 1962/63 забив 35 голів вже в іграх Дивізіону 1, ставши його найкращим бомбардиром. Завершив професійну кар'єру футболіста виступами за команду «Валансьєнн» у 1966 році.

## Виступи за збірну
1963 року провів дві офіційні гри у складі національної збірної Франції, забивши один гол.

## Титули і досягнення
- Найкращий бомбардир чемпіонату Франції (1):

1962/63 (35 голів)